# Nikolaï Mouralov
Nikolaï Ivanovitch Muralov (russe : Николай Иванович Муралов ; 1877-1937) était un chef révolutionnaire bolchévique en Russie, membre de l'Opposition de gauche. Muralov fait partie des "vieux Bolcheviks" qui, comme Alexeï Rykov et Alexander Shlyapnikov, ont participé directement et activement à la révolution de 1905.

## Biographie
Il est soldat dans une unité automobile de l'armée à Moscou lors de la révolution de février 1917, et s'illustre stratégiquement. Il est nommé par la suite commandant du district militaire de Moscou, et apparaît comme un héros de la guerre civile russe. Il est commissaire adjoint du peuple à l'agriculture (il était lui-même agronome) et inspecteur général de l'Armée rouge.

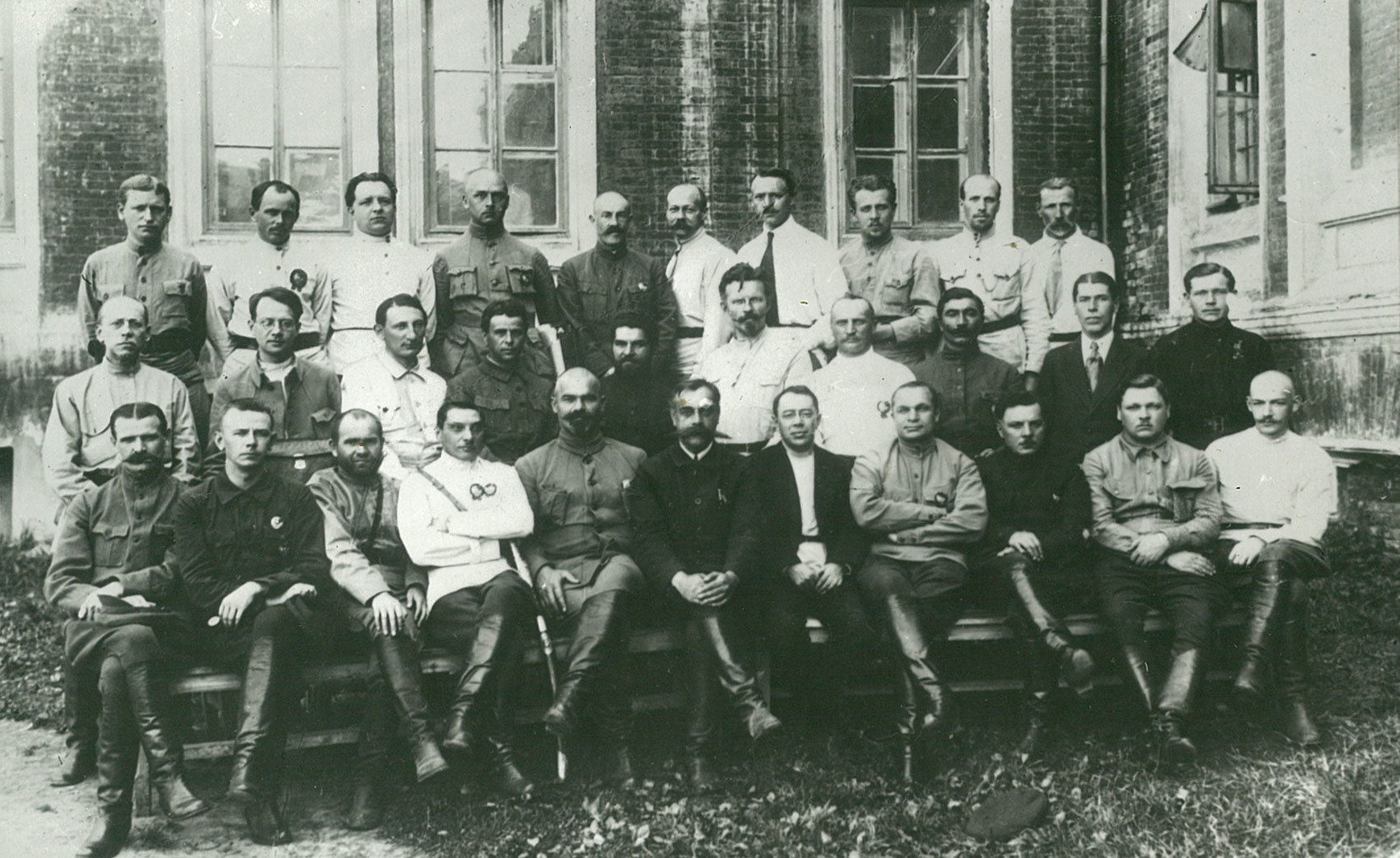
1921 congrès de commandants de l'Armée rouge avec Ieronim Ouborevitch, David Lipets-Petrovsky, Nikolaï Petin, Semion Boudienny, Boris Chapochnikov, Vladimir Lazarevitch, Sergueï Kamenev, Pavel Lebedev, Kliment Vorochilov, Aleksandr Iegorov, Guillaume Harff et Sergueï Goussev.

Muralov est jugé au procès de Moscou et exécuté.
Trotski a dit de lui : « Muralov est un magnifique géant, aussi courageux que gentil ».
Il est réhabilité en avril 1986.